# マローネ
マローネ（伊: Marone）は、イタリア共和国ロンバルディア州ブレシア県にある、人口約3,100人の基礎自治体（コムーネ）。

## 地理

### 位置・広がり

#### 隣接コムーネ
隣接するコムーネは以下の通り。括弧内のBGはベルガモ県所属を示す。
- ガルドーネ・ヴァル・トロンピア
- マルケーノ
- モンテ・イーゾラ
- パルツァーニカ (BG)
- ピゾーニェ
- リーヴァ・ディ・ソルト (BG)
- サーレ・マラジーノ
- ゾーネ

### 地震分類
イタリアの地震リスク階級 (it) では、3 に分類される
。

## 行政

### 分離集落
マローネには、以下の分離集落（フラツィオーネ）がある。
- Ariolo, Collepiano, Monte Marone, Ponzano, Pregasso, Vello, Vesto, Grumello

### 山岳部共同体
広域行政組織である山岳部共同体「セビーノ・ブレシャーノ山岳部共同体」 (it:Comunità montana del Sebino Bresciano) （事務所所在地: サーレ・マラジーノ）を構成するコムーネの一つである。